# No quiero saber
«No quiero saber» es una canción interpretada por la cantante estadounidense Selena e incluida originalmente en su segundo álbum de estudio, Ven conmigo (1990). Fue compuesta y producida por su hermano, A.B. Quintanilla III, y el corista de Selena y Los Dinos, Pete Astudillo. Quintanilla III luego mezcló la canción para el primer álbum de remezclas de Selena, Siempre Selena (1996). Fue lanzada póstumamente como segundo sencillo del álbum remix por EMI Latin en junio de 1996, solo por detrás de «Siempre hace frío».
La canción obtuvo una respuesta favorable por parte de los críticos de música. Un columnista de The Deseret News la llamó como una de las mejores canciones de Selena. Tras la publicación de la versión acústica de «No quiero saber» en Enamorada de ti (2012), recibió reseñas mixtas por parte de la crítica. También ganó póstumamente el premio a la canción crossover tejana en los Tejano Music Awards de 1997. Asimismo obtuvo una recepción comercial moderada en las listas latinas Billboard; logró el número seis en el Hot Latin Songs, y entró en el top 20 en las listas Latin Regional Mexican Airplay y Latin Pop Songs.

## Antecedentes y publicación
«No quiero saber» fue escrita por el hermano de Selena, A.B. Quintanilla III, en colaboración con el corista de Selena y Los Dinos, Pete Astudillo, y producida por el primero. Fue incluida originalmente en el segundo álbum de estudio de la cantante Ven conmigo (1990), y mezclada por Brian «Red» Moore, un amigo de la familia. Quintanilla III luego la remezcló para luego incluirla en el primer álbum de remezclas de Selena, Siempre Selena (1996). La pista figuró en el álbum oficial de música latina de los Juegos Olímpicos de Atlanta 1996, Voces unidas, distribuido por la compañía discográfica EMI Latin. La canción fue lanzada como segundo sencillo de Siempre Selena en junio de 1996, como seguimiento del primero, «Siempre hace frío».

## Recepción crítica
Un escritor del tabloide The Deseret News llamó a «No quiero saber» como una de los «mejores trabajos» de Selena. Durante la reseña del álbum recopilatorio Tejano Heavy Hitters (1997), Stephen Thomas Erlewine de Allmusic la nombró como un «éxito tejano». «No quiero saber» ganó póstumamente el premio a la canción crossover tejana en los Tejano Music Awards de 1997.
En 2012, la versión acústica de «No quiero saber» se publicó como una pista extra del álbum recopilatorio Enamorada de ti. Joey Guerra del San Antonio Express-News escribió que las grabaciones acústicas son «inverosímilmente destacadas, la nueva instrumentación que da toda una ventaja agradable y pone de relieve la creciente destreza vocal de Selena». Domingo Banda de Semana News le dio un enfoque más positivo y se creyó que son una reminiscencia de las grabaciones de Selena en vivo.

## Recepción comercial
«No quiero saber» debutó en el número treinta y cinco en la lista de Billboard Hot Latin Songs en su edición del 11 de mayo de 1996. Alcanzó la sexta casilla en la semana del 22 de junio del mismo año. Tres semanas antes, la canción debutó en el número doce en la lista Latin Pop Songs, y logró el puesto número diez el 29 de junio. En el Latin Regional Mexican Airplay, la canción debutó en el número veinte en la semana del 15 de junio. La semana siguiente alcanzó la decimoquinta posición en el conteo, convirtiéndose así en su mejor posición.

### Listas semanales
| País (Lista)                                    | Mejor posición |
| ----------------------------------------------- | -------------- |
| Estados Unidos (Hot Latin Songs)                | 6              |
| Estados Unidos (Latin Pop Songs)                | 10             |
| Estados Unidos (Latin Regional Mexican Airplay) | 15             |

## Créditos y personal
Créditos adaptados a partir de las notas del lanzamiento en disco compacto de «No quiero saber».
- Selena: voz
- A.B. Quintanilla III: compositor, productor, arreglo y mezcla
- Pete Astudillo: compositor
- Cruz Martínez: teclados y programación
- Roland Gutierrez: teclados y programación
- Brian «Red» Moore: mezcla, grabación e ingeniería de sonido